# The Usurer
The Usurer é um filme mudo norte-americano de 1910 em curta-metragem, do gênero drama, dirigido por D. W. Griffith. Cópias do filme encontram-se conservadas na Biblioteca do Congresso e no Museu de Arte Moderna dos Estados Unidos.